# Ружины (остановочный пункт)
Ружины (пол. Różyny) — остановочный пункт железной дороги в селе Ружины в гмине Пщулки, в Поморском воеводстве Польши, на железнодорожной линии Варшава-Восточная — Гданьск-Главный. Имеет 2 платформы и 2 пути.
Остановочный пункт был построен в 1900 году, на тот момент эта территория входила в состав Германской империи.